# Corydoras guianensis
Corydoras guianensis är en fiskart som beskrevs av Nijssen, 1970. Corydoras guianensis ingår i släktet Corydoras och familjen Callichthyidae. Inga underarter finns listade i Catalogue of Life.